# Teizm
Teizm (gr. θεoς „bóg”) – wiara w istnienie Boga, bogów lub bogiń, którzy są osobami ingerującymi w losy świata, lub jest on ich dziełem, czuwającymi nad biegiem wydarzeń lub podtrzymującymi świat w istnieniu; pogląd filozoficzno-religijny głoszący, że tacy bogowie istnieją; wiara w Boga lub bogów bez odrzucania objawienia, co jest charakterystyczne dla deizmu.
Antonimem pojęcia "teizm" jest "ateizm", czyli zaprzeczenie istnienia Boga lub bogów.

## Relacje z religiami
Głównym źródłem poglądów teistycznych są religie.
- Przykładowe religie teistyczne: chrześcijaństwo, hinduizm (większość odłamów), islam, judaizm, zaratusztrianizm.
- Istnieją również religie (oraz duchowe ścieżki) o przeciwnym do teizmu, nonteistycznym światopoglądzie: buddyzm, dżinizm, konfucjanizm, taoizm.

## Klasyfikacja poglądów dotyczących istnienia Boga
Wyróżnia się trzy zasadnicze nurty poglądowe dotyczące istnienia Boga:
- teizm – wiara lub opinia, że istnieje Bóg lub bogowie
- ateizm – odrzucenie twierdzenia, że istnieje Bóg lub bogowie.
- agnostycyzm – opinia, że obecnie nie można jednoznacznie wskazać, czy Bóg lub bogowie istnieją, czy nie[5].

## Klasyfikacja teizmu
Podkategoriami teizmu są:
- politeizm – pogląd, że istnieje wielu bogów lub bogiń
  - monolatria – wiara w wielu bogów, ale kult obejmuje tylko jednego z nich
  - katenoteizm – specyficzny rodzaj monolatrii, w której główne bóstwo jest czczone w danym czasie
  - animalizm – wiara w bogów mających sylwetkę zwierząt
- monoteizm – pogląd, że istnieje tylko jeden Bóg; jest standardową praktyką używanie słowa Bóg wielką literą, gdy odnosimy się do Boga monoteistycznych systemów wierzeń
  - deizm – wiara w Boga, który nie ingeruje w losy świata
  - panteizm – wiara, że Bóg jest tożsamy ze światem
  - pandeizm – połączenie deizmu i panteizmu
  - panenteizm – wiara, że świat jest częścią Boga

Stany przejściowe między monoteizmem a politeizmem:
- henoteizm – wiara w wielu bogów, z których jeden jest najwyższym bóstwem

## Argumenty teistów
Uzasadnienie dla istnienia Boga przedstawiali przeważnie zwolennicy monoteistycznych religii. Do najczęstszych argumentów na rzecz wyboru teizmu należą:
- Argument kosmologiczny – zwany argumentem z Pierwszej Przyczyny. Także w wersji kalam.
- Argument teleologiczny – odwołujący się do projektu obserwowanego w przyrodzie.
- Argument ontologiczny – z pojęcia Boga.